# أود إنجي اولسن
أود إنجي اولسن (بالنرويجية البوكمول: Odd Inge Olsen)‏ هو لاعب كرة قدم نرويجي في مركز الوسط، ولد في 28 ديسمبر 1969 في هيترا في النرويج. شارك مع منتخب النرويج لكرة القدم. أما مع النوادي، فقد لعب مع نادي روسنبورغ ونادي مولده.

## وصلات خارجية
- أود إنجي اولسن على موقع الاتحاد الدولي (مؤرشف)  (الإنجليزية)
- أود إنجي اولسن على موقع اتحاد النرويج (النرويجية)
- أود إنجي اولسن على موقع قاعدة بيانات كرة القدم.إي يو (الإنجليزية)
- أود إنجي اولسن على موقع ناشيونال فوتبول تيمز (الإنجليزية)
- أود إنجي اولسن على موقع عالم كرة القدم.نت (الإنجليزية)